# René Clément
René Clément (Burdeos, 18 de marzo de 1913 - Mónaco, 17 de marzo de 1996) fue un director de cine francés.
Inició estudios de arquitectura, que alternó en 1935 con la realización de un cortometraje de dibujos animados: César chez les gaulois. Una vez abandonados sus estudios, se dedicó a rodar documentales y cortometrajes, uno de ellos en colaboración con Jacques Tati.
Su primera película de largometraje fue La batalla del riel (1946), obra que se asocia a veces al neorrealismo italiano, por el hecho de que estaba rodada con actores no profesionales y con partes que son verdaderos documentales, pero que en realidad se veía forzado a esa manera de rodar por la escasez de medios con los que contaba. El encargo de esta película le vino de varias asociaciones de resistentes.
Tras el éxito obtenido por esta película, se unió a Jean Cocteau para codirigir La bella y la bestia. En 1947 dirigió Les maudits (Los malditos), una obra claustrofóbica que transcurre casi en su totalidad en el interior de un submarino, con la que obtuvo en 1947 el premio a la Mejor Película policíaca y de aventuras en el Festival Internacional de Cannes, y que anticipa lo que sería la película de Wolfgang Petersen Das Boot.
Tras otras películas que han tenido una menor repercusión, rodó Juegos prohibidos (Jeux interdits), que ganó el León de Oro de la Mostra de Venecia y el Óscar a la mejor película extranjera en 1952.
Rodó varias adaptaciones de obras literarias, con éxito diverso, hasta llegar a la que es probablemente su obra maestra, A pleno sol (Plein Soleil), película policíaca basada en una novela de la escritora estadounidense Patricia Highsmith y protagonizada por un joven Alain Delon. Fue versionada décadas después (El talento de Mr. Ripley), con Jude Law y Matt Damon.
Tras esta película, su carrera fue declinando, a la vez que se inclinó más a producciones más espectaculares, como ¿Arde París? (Paris brûle-t-il?), en la que hay un elenco internacional y que cuenta con un guion de Gore Vidal.

## Filmografía
- 1946 : La batalla del riel
- 1947 : Les maudits
- 1948 : Demasiado tarde (Au-delà des grilles, Le mura di Malapaga)
- 1950 : Le château de verre
- 1952 : Juegos prohibidos (Jeux interdits)
- 1954 : Monsieur Ripois
- 1956 : Gervaise
- 1958 : Barrage contre le Pacifique
- 1959 : A pleno sol (Plein soleil)
- 1961 : ¡Qué alegría de vivir! (Che gioia vivere; en francés, Quelle joie de vivre!)

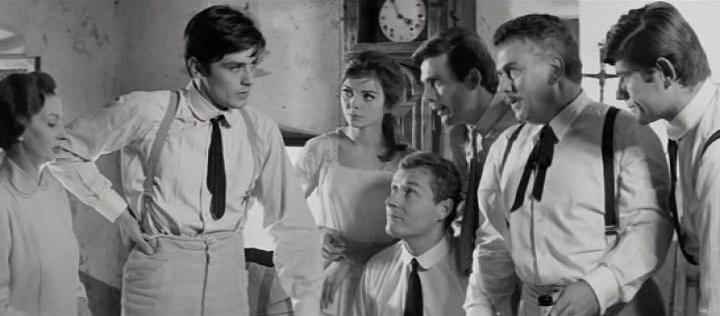
Rina Morelli, Alain Delon, Barbara Kwiatkowska-Lass, Gino Cervi y otros en la película francoitaliana de 1961 ¡Qué alegría de vivir!

- 1962 : El día y la hora (Le jour et l'heure)
- 1964 : Los felinos (Les félins)
- 1966 : ¿Arde París? (Paris brûle-t-il?)
- 1969 : El pasajero de la lluvia (Le passager de la pluie)
- 1971 : La mansión bajo los árboles (La maison sous les arbres)
- 1972 : Como liebre acosada (La course du lièvre à travers les champs)
- 1975 : La cicatriz (La baby-sitter)

## Premios y distinciones
Premios Óscar
| Año  | Categoría                          | Película          | Resultado |
| ---- | ---------------------------------- | ----------------- | --------- |
| 1953 | Mejor película de habla no inglesa | Juegos prohibidos | Ganador   |
| 1957 | Mejor película de habla no inglesa | Gervaise          | Nominado  |

Festival Internacional de Cine de Cannes
| Año  | Categoría                                 | Película            | Resultado |
| ---- | ----------------------------------------- | ------------------- | --------- |
| 1946 | Premio del Jurado                         | La batalla del riel | Ganador   |
| 1946 | Mejor director                            | La batalla del riel | Ganador   |
| 1947 | Mejor película de aventuras y de suspense | Les Maudits         | Ganador   |
| 1949 | Mejor director                            | Demasiado tarde     | Ganadora  |
| 1954 | Premio del Jurado                         | Monsieur Ripois     | Ganador   |

Festival Internacional de Cine de Venecia
| Año  | Categoría       | Película          | Resultado |
| ---- | --------------- | ----------------- | --------- |
| 1952 | León de Oro     | Juegos prohibidos | Ganador   |
| 1956 | Premio FIPRESCI | Gervaise          | Ganador   |